# Opdat-motief
Een opdat-motief (Um-zu-Motiv) is de wens een bepaald doel te bereiken. Dit gaat vooraf aan handelen 'opdat' dit doel gerealiseerd wordt. Deze wens is in meerdere of mindere mate bewust, waardoor de benodigde handelingen ook in die mate voorbereid kunnen worden. Het opdat-motief is gebaseerd op verwachtingen over de toekomst.
Schütz onderscheidde dit motief van het omdat-motief dat de reactie van de ander is op het handelen. Het omdat-motief is daarmee gebaseerd op gebeurtenissen uit het verleden.
Als het omdat-motief volgt op het opdat-motief en voor beide partijen betekenis heeft, dan is er sprake van interactie. Zo is het uitsteken van een hand bij een ontmoeting een handeling 'opdat' de ander dit als groet opvat, terwijl de beantwoording hiervan tot stand komt 'omdat' de eerste een hand uitstak.